# 弗里德里希·奥古斯特一世 (萨克森)
弗里德里希·奥古斯特一世（德語：Friedrich August I，1750年12月23日—1827年5月5日），全名弗里德里希·奥古斯特·约瑟夫·马里亚·安东·约翰·内波穆克·阿洛伊斯·克萨韦尔（Friedrich August Joseph Maria Anton Johann Nepomuk Aloys Xaver），绰号：“公正者”（der Gerechte），第一任萨克森国王，1806年12月11日至1827年5月5日在位，1763年至1806年任萨克森选侯，称弗里德里希·奥古斯特三世。1807年至1813年间兼任華沙大公，称弗里德里克·奥古斯特一世（波蘭語：Fryderyk August I）。

## 生平

### 家庭背景
弗里德里希·奥古斯特一世是萨克森选侯弗里德里希·克里斯蒂安和巴伐利亚公主玛丽亚·安東妮亞的次子，也是活到成年的最长的儿子，1750年12月23日生于萨克森选侯国首府德累斯顿。1763年父亲去世，弗里德里希·奥古斯特继承萨克森选侯之位。由于只有继位时只有12岁，母亲玛丽亚·安东尼娅·瓦尔普吉斯摄政，叔父法蘭茲·薩維爾作为首相。

### 放弃波兰王位
1765年，弗朗茨·克萨威尔亲王代表未成年的选侯将波兰王位放弃给斯坦尼斯瓦夫·奥古斯特·波尼亚托夫斯基。然而根据波兰议会下院（众议院）在1791年通过的波兰五三宪法，弗里德里希·奥古斯特成为斯坦尼斯瓦夫的继承人，萨克森的韦廷王朝被确立为波兰的世袭王朝。但是弗里德里希·奥古斯特因害怕卷入奥地利、普鲁士、俄罗斯对波兰领土的争端拒绝接受波兰王位。之前三国已經在1772年進行過第一次瓜分波兰。最终在斯坦尼斯瓦夫逝世前的1795年，三国第三次瓜分波兰，将波兰灭亡。

### 神圣罗马帝国解散前的外交立场

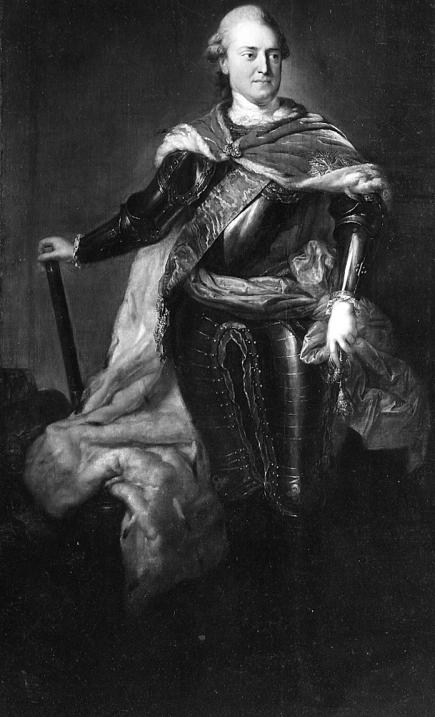
萨克森选侯、華沙大公弗里德里希·奥古斯特三世/一世

在1778-1779年的巴伐利亞王位繼承戰爭當中，弗里德里希·奥古斯特接受普魯士國王腓特烈大帝的聯盟建議，與其他北德地區的諸侯締結同盟，反對神圣罗马帝国皇帝兼奧地利大公的約瑟夫二世。當時約瑟夫二世計畫用他部分的南尼德蘭領土，和當時即將繼承巴伐利亞的卡爾·泰奧多爾交換下巴伐利亞（使其領土相連而擴大國力）。但是奧地利哈布斯堡家族勢力的增強，必然會威脅緊鄰的薩克森與普魯士，因此，兩國捐棄七年戰爭時的敵對立場與成見，聯合起來反對奧地利的霸權。戰爭一直陷於僵持狀態，後來因為俄國女沙皇凱薩琳二世反對奧地利的擴張，才使約瑟夫二世結束巴伐利亞王位繼承戰爭，並放棄交換的計畫。之後在1785年，約瑟夫二世又打算再次實行交換計畫，但仍然在薩克森、普魯士與俄國等的反對下失敗。
1791年8月27日，弗里德里希·奥古斯特在萨克森小镇皮尔尼茨约见了神圣罗马帝国皇帝利奥波德二世、普鲁士国王腓特烈·威廉二世、法国国王路易十六的弟弟阿图瓦伯爵夏尔，通过了一份反对法国革命，支持法国君主制的皮尔尼茨宣言。这份宣言被看作是对法国大革命的宣战书。弗里德里希·奥古斯特没有签署这份宣言。1792年，法国向奥地利宣战，法国大革命战争爆发。
萨克森在与普、奥的反法同盟中没有做出任何行动。1793年3月，神圣罗马帝国议会宣布萨克森有义务加入反法同盟。然而普鲁士为了维护在波兰的利益，1795年4月与法国签定巴塞尔和约，退出第一次反法同盟。次年，萨克森亦退出第一次反法同盟。此时的弗里德里希·奥古斯特仍忠于神圣罗马帝国传统宪法的原则。在1799年的拉施塔特和会上和1803年的《帝国代表重要决议》中，萨克森均没有参与领土的分割，而普鲁士、巴伐利亚、巴登和符腾堡则成为最大的受益者。

### 与拿破仑结盟前的外交立场
弗里德里希·奥古斯特并没有参与导致神圣罗马帝国灭亡的莱茵联邦的建立，他对于普鲁士建立北德意志帝国并将萨克森升为王国的想法也有所保留。1806年9月，拿破仑进军图林根，以回应柏林要求法军撤出莱茵河左岸的最后通牒。萨克森与普鲁士结成同盟，向法国宣战。10月14日，普萨联军在耶拿和奥尔施塔特大败，几乎全军覆没。
1806年12月11日，法国和萨克森的代表在波兹南签订和约，萨克森加入莱茵联邦，并将部分图林根的领土割让给威斯特法伦王国，但得到了科特布斯及附近的领地作为补偿。同时萨克森与巴伐利亚、符腾堡一同升为王国。

### 成为萨克森国王和华沙公爵

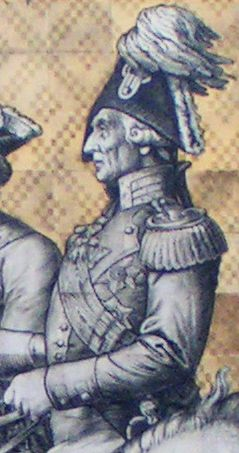
萨克森国王“公正者”弗里德里希·奥古斯特

1806年12月20日，选侯弗里德里希·奥古斯特三世正式称萨克森国王弗里德里希·奥古斯特一世，萨克森王国成立。
1807年7月，法俄普签订提尔西特条约，宣布成立华沙公国，弗里德里希·奥古斯特一世被提名为华沙公爵。已于1795年拒绝波兰议会下院给予的波兰王位继承权的弗里德里希·奥古斯特一世没有再次放弃这个称号，他兼任华沙公爵，称弗里德里克·奥古斯特一世。
1807年7月22日，拿破仑在德累斯顿签署了华沙公国宪法，宪法规定萨克森的韦廷王朝为华沙公国的世袭王朝。华沙公国由第二次和第三次瓜分的普鲁士占领区组成；格但斯克成为自由市，由法国和萨克森军队控制；其东部比亚韦斯托克让给俄罗斯。华沙公国面积10.4万平方公里，居民260万。
1809年，奥地利和普鲁士结成第五次反法同盟。随着奧軍在瓦格拉姆战役的失利，奥法签订申布伦和约，奥地利将新加利西亚、扎莫希奇和克拉科夫割让给华沙公国；华沙公国面积扩大到15.1万平方公里，人口433万。
1812年，弗里德里希·奥古斯特一世批准了波兰议会复辟波兰王国的决议，这遭到拿破仑的抗议。

### 德意志解放战争时期
1813年的德意志解放战争中，萨克森发现自己处于比其他参战国更窘迫的情况，该国仍紧紧地被拿破仑控制着，而且战争就发生在她的国土上；这年秋天，莱比锡战役开战之前，萨克森王国有200万臣民，而境内的各国士兵就有100万人。拿破仑威胁弗里德里希·奥古斯特一世，如果不与他站在同一边，就要把萨克森視為敌国，并采取相应行动；弗里德里希·奥古斯特一世回旋的余地被极大的限制了，他不想草率地决定祖国的福祉，1806年被普鲁士抛弃的记忆仍历历在目。
在这种情况下，1813年起，弗里德里希·奥古斯特一世在不公开反对拿破仑，不向其宣战的前提下尝试着与反法同盟建立联盟。这年春天，普鲁士与俄罗斯军队进入萨克森，奥古斯特一世向南转移，以避免直接接触，并秘密地在雷根斯堡与奥地利建立了同盟；萨奥和约于4月20日缔结，同时，弗里德里希·奥古斯特一世向普俄发出了萨克森已与奥地利联手的暗示。5月2日，拿破仑在吕岑战役打败普俄联军后，在萨克森紧急召见了弗里德里希·奥古斯特一世；由于没有得到奥地利的帮助，以及普俄的战败，後者决定履行最后通牒。
弗里德里希·奥古斯特一世的决定使萨克森失去了一切援助，拿破仑对他最近的背叛非常恼火，正在调动一切可以利用的力量以对抗反法联军，要求萨克森提供一切可以提供的资源。由于战场就在萨克森的国土上，近百万各国士兵在此行军、宿营，萨克森深受战争之苦。8月底，反法联军再次在德累斯顿战役战败，德累斯顿成为法军大本营；莱比锡战役中，萨克森和波兰军队站在法国一方，然而随着法军的大败，萨克森军队于10月18日投降，并加入反法同盟，而波兰军团几乎全军覆没。

### 维也纳会议期间
困难的地理位置、变换的战局、等待奥地利的援助、弗里德里希·奥古斯特一世犹豫不决的态度，使萨克森王国遭受厄运。早在1813年初，普俄签订同盟条约时，双方便约定：华沙公国大部分并入俄罗斯；普鲁士得到提尔西特条约后放弃的波兰领土，并吞并萨克森王国；普鲁士的目的是实现腓特烈大王企图吞并萨克森选侯国，却在七年战争结束后破灭的旧梦。莱比锡战役后，普俄没有与萨克森结盟的意图，弗里德里希·奥古斯特一世被普俄联军关押在柏林附近。
维也纳会议上，萨克森被拒绝参加；会上，普俄代表希望普鲁士吞并萨克森王国，他们认为弗里德里希·奥古斯特一世没有及时参加反拿破仑的联盟，且是最后一个舍弃法国的国家，因此他的王国不配继续存在。但是奥地利、法国和英国反对这个计划，并警告在必要的情况下联合作战来防止普俄计划的成功；俄国和普鲁士被这个威胁吓倒，收回此建议。最后萨克森问题以普鲁士获得萨克森王国60%的領土，剩下的地区依然交给弗里德里希·奥古斯特一世統治來作結。

### 接受战后新秩序
1815年2月，弗里德里希·奥古斯特一世在同意他的祖国被分割的条件下被普鲁士释放。5月18日，他别无选择地同意与普鲁士、俄罗斯签订和约；5月21日，和约正式签订，57%的萨克森领土和42%的萨克森人口从此歸普魯士所有。
许多百年来一直属于萨克森的地区如今已成为外国的领土，比如：路德城维滕贝格——萨克森选侯国的旧都，当年马丁·路德和菲利普·梅兰希通宗教改革的基地，托尔高——萨克森选侯“智者”弗里德里希的出生地，都成立普鲁士王国新成立的萨克森省的一部分；下劳西茨被并入勃兰登堡省而不复存在；上劳西茨被瓜分，中心区域包括格尔利茨被并入西里西亚省，只有包岑还留在萨克森王国。
1815年5月22日，弗里德里希·奥古斯特一世正式放弃华沙公爵的称号。华沙公国被再次瓜分，公国西部的波茲南省和比得哥什省合并为波森大公国，加上但澤和托伦并入普鲁士；奥地利得到塔尔诺波尔和维利奇卡盐矿；克拉科夫及附近地区成为克拉科夫自由市，由俄普奥三国共同保护；华沙公国剩下的大部分土地建立波兰王国，国王由俄罗斯沙皇兼任。

### 回到祖国
1815年6月，弗里德里希·奥古斯特一世回到祖国萨克森，受到了人民的热烈欢迎。被占领的土地上的萨克森人也对国王表达了他们的忠诚，他们对新的统治者非常冷淡，不久他们被“强制普鲁士化”。1815年4月，驻扎在列日的萨克森军团爆发了反抗普鲁士的哗变。

### 晚年统治
弗里德里希·奥古斯特一世统治的最后12年平静的度过了；国王性格保守，在拿破仑肆虐欧洲后变得更加固执。宪法和行政改革收效甚微，直到国王去世的1827年，萨克森王国仍没有走向宪政的道路，除了確保旧贵族的权利外什么都没做。
弗里德里希·奥古斯特一世于1827年5月5日在德累斯顿去世，终年76岁，葬于德累斯顿宫廷教堂；他得到了“公正者”这个绰号。由于没有兒子，王位由弟弟安東继承，继承王位时的安东已是个70多岁的老人。
莱比锡奥古斯特广场便是以弗里德里希·奥古斯特一世的名字命名的。

## 婚姻与子女

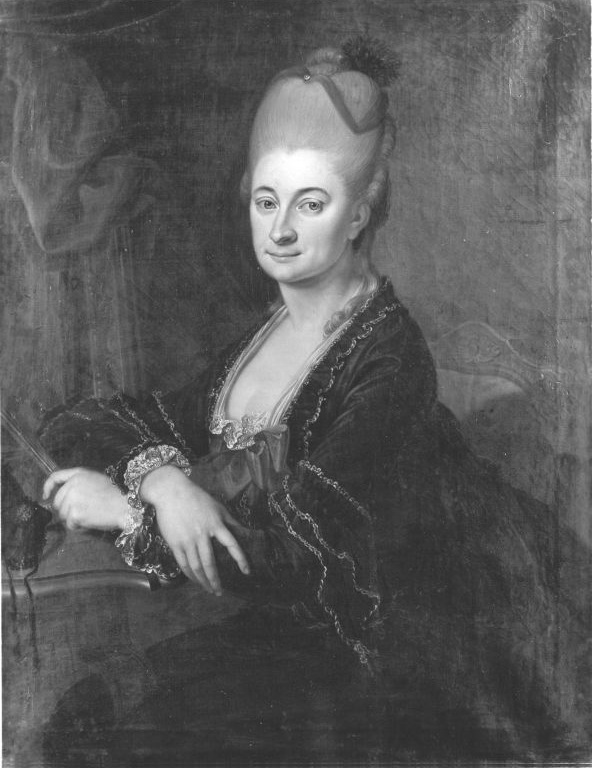
萨克森王后阿玛莉埃

1769年1月29日，腓特烈·奥古斯特在德勒斯登与茨魏布呂肯-比肯費爾德的阿瑪莉埃結婚。腓特烈·奥古斯特与阿玛莉埃有四个孩子，但只有一个女儿活到成年：
- 玛丽亚·奥古斯塔（Maria Augusta，1782年6月21日－1863年3月14日），终生未婚。

## 祖辈
弗里德里希·奥古斯特一世的祖辈详见下表：
| 萨克森国王弗里德里希·奥古斯特一世 | 父亲： 萨克森选侯弗里德里希·克里斯蒂安        | 祖父： 波兰国王、萨克森选侯弗里德里希·奥古斯特二世 | 祖父之父： 波兰国王、萨克森选侯弗里德里希·奥古斯特一世          |
| 萨克森国王弗里德里希·奥古斯特一世 | 父亲： 萨克森选侯弗里德里希·克里斯蒂安        | 祖父： 波兰国王、萨克森选侯弗里德里希·奥古斯特二世 | 祖父之母： 勃兰登堡-拜罗伊特的克里斯蒂安妮·埃伯哈汀妮           |
| 萨克森国王弗里德里希·奥古斯特一世 | 父亲： 萨克森选侯弗里德里希·克里斯蒂安        | 祖母： 奥地利女大公玛丽亚·约瑟法                   | 祖母之父： 神圣罗马帝国皇帝、波希米亚国王、匈牙利国王约瑟夫一世 |
| 萨克森国王弗里德里希·奥古斯特一世 | 父亲： 萨克森选侯弗里德里希·克里斯蒂安        | 祖母： 奥地利女大公玛丽亚·约瑟法                   | 祖母之母： 不伦瑞克-卡伦贝格的阿玛莉娅·威廉明妮                 |
| 萨克森国王弗里德里希·奥古斯特一世 | 母亲： 巴伐利亚公主玛丽亚·安东尼娅·瓦尔普吉斯 | 外祖父： 神圣罗马帝国皇帝、巴伐利亚选侯卡尔七世    | 外祖父之父： 巴伐利亚选侯马克西米利安二世·埃曼努埃尔            |
| 萨克森国王弗里德里希·奥古斯特一世 | 母亲： 巴伐利亚公主玛丽亚·安东尼娅·瓦尔普吉斯 | 外祖父： 神圣罗马帝国皇帝、巴伐利亚选侯卡尔七世    | 外祖父之母： 波兰公主特丽丝·库尼贡德·索别斯卡                   |
| 萨克森国王弗里德里希·奥古斯特一世 | 母亲： 巴伐利亚公主玛丽亚·安东尼娅·瓦尔普吉斯 | 外祖母： 奥地利女大公玛丽亚·阿玛莉埃               | 外祖母之父： 同祖母之父                                         |
| 萨克森国王弗里德里希·奥古斯特一世 | 母亲： 巴伐利亚公主玛丽亚·安东尼娅·瓦尔普吉斯 | 外祖母： 奥地利女大公玛丽亚·阿玛莉埃               | 外祖母之母： 同祖母之母                                         |

### 德文网站
- 德意志国家图书馆中有关弗里德里希·奥古斯特一世的图书
- ADB中的传记 （页面存档备份，存于）

### 有关弗里德里希·奥古斯特一世家谱的网站
- AN ONLINE GOTHA - SAXONY PART 5: SAXONY
- Genealogy - Wettin 11 （页面存档备份，存于）

### 中文书籍
- 吕中元、胡莹. . 北京: 中国书籍出版社. 2004年. ISBN 7-5068-1159-6.
- 刘祖熙. . 北京: 商务印书馆. 2006年. ISBN 7-100-04490-1.

| 弗里德里希·奥古斯特一世 (萨克森) 韦廷王朝出生于：1750年12月23日逝世於：1827年5月5日 | 弗里德里希·奥古斯特一世 (萨克森) 韦廷王朝出生于：1750年12月23日逝世於：1827年5月5日 | 弗里德里希·奥古斯特一世 (萨克森) 韦廷王朝出生于：1750年12月23日逝世於：1827年5月5日 |
| 統治者頭銜                                                                          | 統治者頭銜                                                                          | 統治者頭銜                                                                          |
| ----------------------------------------------------------------------------------- | ----------------------------------------------------------------------------------- | ----------------------------------------------------------------------------------- |
| 前任： 弗里德里希·克里斯蒂安                                                        | 萨克森选侯 （称弗里德里希·奥古斯特三世） 1763年－1806年                             | 升格为王国                                                                          |
| 萨克森选侯国升格为王国                                                              | 萨克森国王 （称弗里德里希·奥古斯特一世） 1806年－1827年                             | 繼任： 安东                                                                         |
| 新头衔                                                                              | 华沙大公 （称弗里德里克·奥古斯特一世） 1807年－1813年                               | 被俄罗斯和普鲁士瓜分                                                                |